# Xamarin
Xamarin (произносится [зэ́марин]) — американская компания в области разработки ПО.  Занимается разработкой и поддержкой Mono и инструментов для разработки приложений на языке C# для iOS, Android, Windows, Mac.

## История
Была основана в мае 2011 Мигелем де Икасой и Нэтом Фридманом.
В 2017 году в компании работают около 350 человек. 
В феврале 2016 стало известно, что  Microsoft покупает компанию Xamarin. Сделку планируется закрыть в апреле 2016, её сумма не разглашается.
На конференции Microsoft Build в 2016 году компания Microsoft объявила, что исходный код Xamarin SDK будет открыт, а сама SDK будет включена в состав IDE Microsoft Visual Studio в качестве бесплатного инструмента. Пользователи Visual Studio Enterprise также бесплатно получат всю функциональность Xamarin.
В рамках данного приобретения Microsoft объявила о смене политики лицензирования Mono, выпустив инструментарий под лицензией MIT. В дальнейшем под эгидой .Net Foundation планируется выпустить под лицензией MIT и остальное программное обеспечение Xamarin SDK.

## Продукты
В феврале 2013 компания выпустила продукт Xamarin 2.0.
28 мая 2014 года была выпущена 3-я версия инструментов разработки. Одной из главных новинок стал инструмент Xamarin.Forms, позволяющий создавать пользовательский интерфейс из набора визуальных элементов, описываемых на языке разметки XAML, который отображается в визуальные элементы соответствующей операционной системы (Android, iOS и Windows Phone).